# San Antonio, Cotaxtla
San Antonio är en ort i Mexiko.   Den ligger i kommunen Cotaxtla och delstaten Veracruz, i den sydöstra delen av landet, 290 km öster om huvudstaden Mexico City. San Antonio ligger 107 meter över havet och antalet invånare är 357.
Terrängen runt San Antonio är platt. Runt San Antonio är det ganska tätbefolkat, med 65 invånare per kvadratkilometer. Närmaste större samhälle är Cotaxtla, 7,2 km nordost om San Antonio. Omgivningarna runt San Antonio är en mosaik av jordbruksmark och naturlig växtlighet.